# Андерсон, Сэнди
Сэ́нди А́ндерсон (англ. Sandy Anderson) — шотландский кёрлингист.
В составе мужской сборной Шотландии участник и бронзовый призёр чемпионата мира 1962. Чемпион Шотландии среди мужчин.
Играл на позиции второго.

## Достижения
- Чемпионат мира по кёрлингу среди мужчин: бронза (1962).
- Чемпионат Шотландии по кёрлингу среди мужчин: золото (1962).

## Команды
| Сезон   | Четвёртый | Третий      | Второй         | Первый    | Турниры            |
| ------- | --------- | ----------- | -------------- | --------- | ------------------ |
| 1961—62 | Уилли Янг | Джон Пирсон | Сэнди Андерсон | Бобби Янг | ЧШМ 1962 · ЧМ 1962 |

(скипы выделены полужирным шрифтом)